# Eugen Haller (Politiker)
Eugen Haller (* 20. Oktober 1882 in Rottweil; † 28. Oktober 1971 ebenda) war ein Uhrmacher und württembergischer Landtagsabgeordneter.

## Leben und Werk
Eugen Haller war der Sohn des Maschinenschlossers Martin Haller (* 1847) und der Maria geb. Haigis (* 1849). Er hatte vier Geschwister. Nach dem Besuch der Volksschule in Rottweil lernte er Uhrmacher und arbeitete dann als Uhrmachergeselle bei der Firma Mauthe in Schwenningen.

## Politik
Bereits vor 1913 wurde er Mitglied der SPD, 1917 trat er zur USPD über und war dann auch Vorsitzender der USPD Schwenningen. 1920 wechselte er mit der linken Flügel der USPD zur KPD. Von 1923 bis 1926 war er Parteisekretär. 1924 wurde er in den Württembergischen Landtag gewählt. Da Haller zum rechten Parteiflügel zählte, wurde er im Frühjahr 1926 mit dem Vorwurf, Gelder veruntreut zu haben, aus der KPD ausgeschlossen. Haller blieb bis 1928 als Fraktionsloser im Landtag. Er schloss sich Ende 1928 wieder der SPD an und arbeitete in der Folgezeit in seinem Beruf als Uhrmacher. 1933 Mitglied des Schwenninger Gemeinderats. 1933 war er zunächst von Verfolgungsmaßnahmen verschont, aber bis 1935 arbeitslos. Am 30. Mai 1938 wurde er dann doch verhaftet und zu zweieinhalb Jahren Zuchthaus verurteilt. Nach Verbüßung seiner Strafe im Zuchthaus Ludwigsburg kam er ins KZ Welzheim. Dort wurde er 1941 überraschend entlassen und arbeitete wieder als Uhrmacher in Schwenningen. Im August 1944 erneut inhaftiert, sollte er vom Amtsgerichtsgefängnis Horb an die Gestapo ausgeliefert werden. Aber da dies durch den Einmarsch der Franzosen nicht mehr möglich war, erhielt die Gefängnisleitung telefonisch von der Gestapo in Oberndorf den Auftrag, Haller zu liquidieren. Er wurde gerettet, weil Horb schon am 17. April 1945 von der französischen Armee besetzt wurde. 1945 trat er wieder der SPD bei und übte für sie verschiedene Funktionen aus. Eugen Haller wohnte bis zu seinem Tod in Schwenningen.